# El Gara
El Gara (arabiska: الكارة) är en stad i Marocko. Den ligger i provinsen Berrechid och regionen Casablanca-Settat, 90 km söder om huvudstaden Rabat. Antalet invånare var 20 855 vid folkräkningen 2014.